# 覃吉 (明朝宦官)
覃吉（？年—？年），明朝景泰时期的内官监太监，明孝宗的老师。

## 生平
明代宗景泰年间覃吉任内官监太监，掌内库。明宪宗成化年间，以东宫典玺局郎侍东宫太子，当时太子九岁。他通书史，教授太子朱祐樘《四书》章句及古今政典，而且引读《孝经》。屡进规劝，被太子所敬畏。明宪宗赐给太子庄田，他劝太子不接受，说：“天下皆太子有也”。他发现太子从内侍那里读佛经。太子发觉後，惊道：“老伴来矣。”于是换了《孝经》。他下跪问道：“太子诵佛书乎？”太子回答：“无有，《孝经》耳”。他顿首说：“好，佛书荒诞，不可信也”。明孝宗即位後，政治比较清明，史称有覃吉之力。

## 延伸阅读
[在维基数据编辑]
 《明史卷三百〇四》，出自《明史》